# Bicucullina
La bicucullina è una sostanza organica identificata nel 1932 in un estratto di Dicentra cucullaria. È un antagonista del recettore GABA A (si lega alla subunità β).